# Valuta
Valuta (italsky „to, co platí“ od valere, platit) je pojem pro peníze zahraničních měn v hotovosti – ve formě mincí nebo bankovek. Bezhotovostním protějškem valuty je tzv. deviza.